# Dálnopis

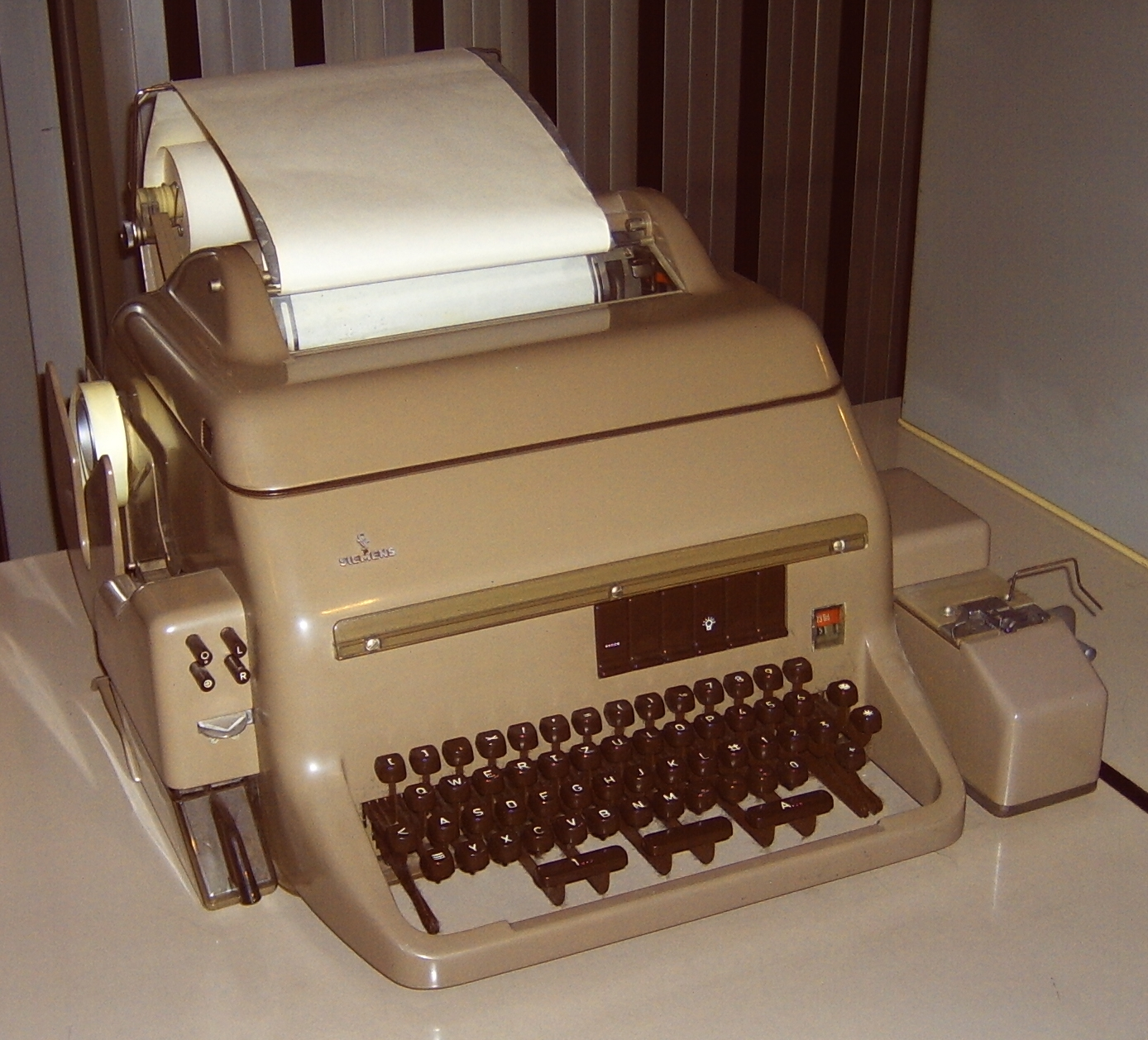
Stolní model dálnopisu T100 firmy Siemens (detailnější popis po kliknutí na náhled)

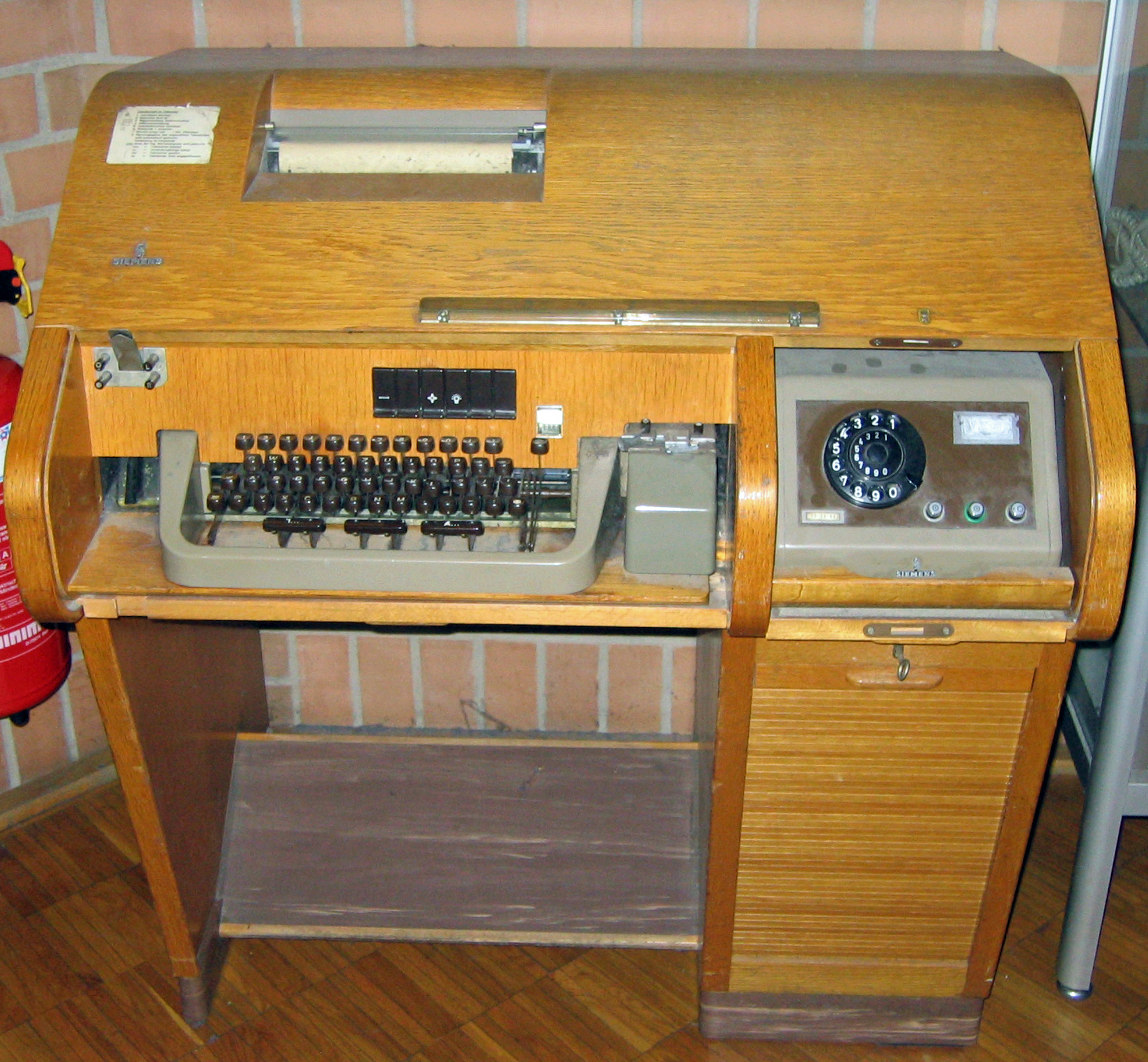
Jiná modifikace T100, číselník vpravo není přímou součástí dálnopisu, ale slouží ke spojení v síti TELEX.

Dálnopis (také Telex nebo Teletype, zkráceně TTY) je telekomunikační zařízení umožňující bezobslužný datový přenos textových zpráv po speciálních nebo i telefonních linkách. Jeho princip umožňoval přijímat vysílání jedné stanice na neomezeném množství stanic přijímacích. První komerční nasazení dálnopisu bylo v Postal Telegraph Company v Bostonu a New Yorku v roce 1910.
Dálnopis se používal například pro přenos zpráv pro zpravodajství – využívaly jej zpravodajské agentury pro předávání zpráv mezi sebou a pro distribuci do jednotlivých redakcí. Svou vlastní stanici měl však v dobách největší slávy dálnopisu každý významný podnik.
V tehdejším Československu byl dálnopis velmi oblíbený. Nejrozšířenějším modelem byl T100, vyráběný v licenci Siemens státním podnikem Zbrojovka Brno.
Provoz dálnopisné sítě v Česku byl ukončen 1. července 2008. V provozu nadále zůstala možnost podání telegramu prostřednictvím České pošty, ta ale skončila v březnu roku 2010. Technicky jsou již telegramy přepravovány bez použití dálnopisné technologie – sítě Gentex určené pro přepravu telegramů byly ukončeny spolu s Telexovou ústřednou.

## Historie
- Roku 1846 Royal E. House sestrojil „printing telegraph“ (tisknoucí telegraf) s klávesnicí podobnou pianu. (Tento přístroj zatím používal Morseovu abecedu.)[4]
- Roku 1849 bylo uskutečněno „teleprinter“ spojení mezi městy New York a Philadelphia, kdy výstupní zařízení tisklo znaky místo kódu. (Zřejmě se jednalo o „printing telegraph“ z roku 1846.)
- Francouz Émile Baudot (je po něm pojmenována jednotka Baud) okolo roku 1880 navrhl 5bitový kód, který tvoří základ Mezinárodní telegrafní abecedy č. 1 (MTA-1, anglicky ITA-1).
- Donald Murray roku 1901 tento kód vylepšil a doplnil o přepínače. Kód se stal základem pro Mezinárodní telegrafní abecedu č. 2.
- V létě roku 1910 byl na lince mezi poštovními úřady New Yorku a Bostonu instalován „printing telegraph“ vyvinutý firmou Morkrum Company. Tento přístroj si již zřejmě zaslouží označení „dálnopis“.
- První veřejně dostupný a také komerčně významný přístroj vyrobený firmou Teletype Corporation (název vznikl přejmenováním sloučené Morkrum-Kleinschmidt Corporation) roku 1922 byl Teletype M12.
- Po roce 1935 byla v Německu zaváděna komunikační síť Telex.

## Telex, Gentex
Telex původně znamenal zkratku z Teleprinter exchange service tedy ve volném překladu služba veřejného dálnopisu. Stejné technické zázemí používá i síť Gentex, což je zkratka z General telegraph exchange, tedy  síť pro předávání telegramů. Mezi těmito sítěmi existují přesná pravidla pro vzájemné spojení, například účastník z telexu nemá přístup na účastníka z gentexu (hrozí podvržení telegramu, např. pro telegrafické poslání peněz). Technicky jsou buď obě sítě zcela oddělené a spravované samostatnými ústřednami, nebo v rámci jedné ústředny odděleny pomocí účastnických kategorií.

## Hellschreiber
Dálnopis Hellschreiber je výsledkem práce dr. Rudolfa Hella, který ve firmě Siemens pracoval na zdokonalení telegrafního zapisovače. Díky tomu vznikl dálnopisný systém, který pro přenos jednotlivých znaků používá sled impulzů, které přímo odpovídají tvaru daného písmene. Díky tomu dálnopis HELL dokáže pracovat i v nepříznivých podmínkách, kdy běžný dálnopis, spoléhající na přenos digitálního kódu, vypisuje nesmysly. I při špatných podmínkách je na přijímací straně zaznamenán obrázek písmene, se kterým si lidská obsluha dokáže snadno poradit.
Hellschreiber byl za druhé světové války využíván německou armádou a i po válce byl využíván k telefonním a radiovým přenosům velkým množstvím států a služeb. V bývalém Československu ještě v 70. letech využívalo Hellu Ministerstvo dopravy. A dokonce ještě v 90. letech přicházely zprávy o poslechu radiových depeší Severní Koreje vysílaných Hellschreiberem.

## Popis funkce dálnopisu
Princip přenosu dat spočíval v předávání 5bitových slov pomocí impulzů na připojovací lince.
Použitá abeceda (kódování) u dálnopisu se nazývá „Mezinárodní telegrafní abeceda č. 2“ (MTA-2).
Existují dva druhy připojení koncových zařízení: dvoudrátové připojení používá napětí 120 V mezi dvěma dráty. Impulsy na lince jsou tvořeny rozpojováním proudové smyčky s proudem 40 mA. Přijímač i vysílač stroje je zapojen v sérii. Druhou variantou je připojení přijímače a vysílače stroje samostatným vedením, tedy čtyřdrátově. Toto připojení používá napětí 60 V mezi vodiči a impulsy na lince jsou tvořeny reverzací polarity proudové smyčky 20 mA. Modulační rychlost je 50 Bd (čti baudů), čili délka impulsu je 20 ms, výjimkou je stop impuls dlouhý 1,5násobku délky, tedy 30 ms. (Rychlost přenosu je tak přibližně 7 znaků za sekundu.)
Existovaly i pokusy s dálnopisem s vyšší rychlostí, např. 200 Bd. Rozhraním 200 Bd byla vybavena i poslední dálnopisná ústředna druhé generace ARM 201/4, která zajišťovala dálnopisný provoz v Česku. K ukončení provozu posledního dálnopisného spojení došlo 1. července 2008.
Provoz o rychlosti větší než 200 Bd se používal také. V Československu v letech 1976 - 1990 používala ČTK a MNO americké sedmijehlové mozaikové tiskárny pod názvem Transtel, které umožňovaly pracovat až rychlostí 300 Bd. Využívala se většinou rychlost 200 Bd.
Pomocí této techniky odebíraly deníky zpravodajství ČTK. Ale v té době československá telekomunikační dálková technika neuměla zpracovat rychlost 200 Bd. Z toho důvodu si ČTK vyvinula vlastní přenosová zařízení s 400Bd rychlokanály a nasadila je do provozu mezi Prahou a na všechny krajské pobočky ČTK).
Vzhledem připomíná dálnopis psací stroj. Skládá se z klávesnice a tiskárny. U většiny dálnopisů probíhalo kódování i dekódování na elektromechanickém principu. Stisknutá klávesa mechanicky sepnula spínače, odpovídající jejímu binárnímu kódu, a malý motor postupně jednotlivé bity sejmul a odeslal. Podobně na základě přijímaného signálu nastavil motor přes soustavu vaček správné písmeno k vytištění. To bylo vytištěno podobně jako na elektrickém psacím stroji – úderem tzv. typu se znakem přes barvicí pásku. Později byla využita i elektronika a mechanické zapojení se zjednodušilo.
Pro lepší využití linky se při běžném provozu obvykle nevysílalo přímo z klávesnice, ale přístroj načítal data z předem připravených děrovaných šablon nebo z děrných pásek. Protože do 5 bitů nebylo možné zakódovat všechny potřebné a požadované znaky (písmena, čísla, interpunkční znaménka atp.), používaly se dva módy – abecední a číselně-znakový. Pro přepnutí mezi nimi se používalo vyhrazené pětibitové slovo (speciální kombinace 5 přenášených bitů).

## Výhody a nevýhody dálnopisu
Výhodou dálnopisu byla možnost rychlého přenosu textu v otevřené formě (tedy ne např. zakódovaného v telegrafní Morseově abecedě), což vyžadovalo méně kvalifikovanou obsluhu a umožňovalo přijatý text vytištěný na listu papíru prakticky okamžitě číst nebo dále zpracovávat. K propojení přístrojů mohlo dojít automaticky, obdobně jako u automatických telefonních ústředen. Mezi další přednosti systému patřila především stálost provozu pro zpravodajství (rozpojovací impulzy na lince bylo možné poslouchat v libovolném počtu příjemců a od kteréhokoliv okamžiku) a také životaschopnost provozu i na nekvalitních linkách.
Nevýhodou dálnopisu byly rozměry přístroje (zmíněný T100 byla velká železná bedna o velikosti asi tří psacích strojů a celkovou hmotností téměř 20 kg), značný provozní hluk a vysoká poruchovost – zařízení bylo totiž, kromě několika drobných elektrických komponent, tvořeno elektromotorem na 220 V a jinak bylo vše řešeno mechanickými převody, šoupaty a vačkami.
Zatímco přístroje se postupem času zmodernizovaly, tak největší nevýhodou v současné době je cena za službu. Odeslání středně dlouhé zprávy do zahraničí stojí stovky korun. Navíc se v posledních letech rozšířily nové a mnohem levnější způsoby komunikace, což znamenalo velký odliv uživatelů dálnopisu. Některé země proto už tuto službu nenabízejí.
První červencový den roku 2008 odpojením poslední funkční ústředny, která byla umístěna v budově hlavní pošty v pražské Jindřišské ulici, zrušila Telefónica O2 poskytování dálnopisné služby v Česku. Ústředna fungovala od roku 1973. Od roku 1999, kdy byly odpojeny všechny zbývající telexové ústředny, zajišťovala veškerý tuzemský i mezinárodní dálnopisný provoz. Přestože ústředna byla vybavena zařízením (tzv. přenašeči) pro propojení s vojenskou dálnopisnou sítí, byl po roce 1995 malý zájem o předávání zpráv mezi oběma sítěmi.

## Další vývoj
Kromě zvýšení přenosové rychlosti se modernizace nevyhnula ani koncovým dálnopisným strojům. Následovala poloelektronická generace se zástupcem například Siemens S1000. Následující generace spíše připomínala jehličkovou tiskárnu s klávesnicí, např. dnes ještě používaný Olivetti TE550E, který umožňuje připojit obrazovku, děrovač děrné pásky a speciální disketovou mechaniku.
Dálnopisy byly základem prvních počítačových terminálů, které se z nich postupně vyvinuly. Kód, používaný k dálnopisným přenosům, byl základem dnešních sériových protokolů. Dodnes jsou v kódu ASCII obsaženy příkazy jako například Návrat vozíku (carriage return) a COM port PC (RS-232) bylo možno donedávna přepnout i do pětibitového módu. Zařízení terminálu má v mnohých operačních systémech označení tty.
Existuje i řada modemů pro připojení k počítači, například Hassler telebox, či systémy domácí produkce jako Bittex a Orcatex.
Evolučním nástupcem dálnopisu byly přístroje, které se později dostaly do širšího povědomí pod označením Telefax – později se ujal a zdomácněl kratší název Fax. Ten však už nepřenáší zakódovaný text, nýbrž obraz sejmuté předlohy.
V osmdesátých letech dvacátého století se rozšířil radiodálnopisný provoz na amatérských pásmech (RTTY). Používal přenosovou rychlost 45,45 Bd a k příjmu byl nutný speciální modem. Jako koncová zařízení sloužily buď vyřazené dálnopisné přístroje, které amatéři upravovali na nižší rychlost a později se prosadily plně elektronické terminály založené na osobních počítačích. Radiodálnopis byl důležitým krokem v osvojování digitální techniky radioamatéry.